# Britania conquistada
Britania conquistada (en inglés: Ruled Britannia) es una novela del escritor estadounidense Harry Turtledove publicada en 2002.La novela fue ganadora del Premio Sidewise en 2003.

## Argumento

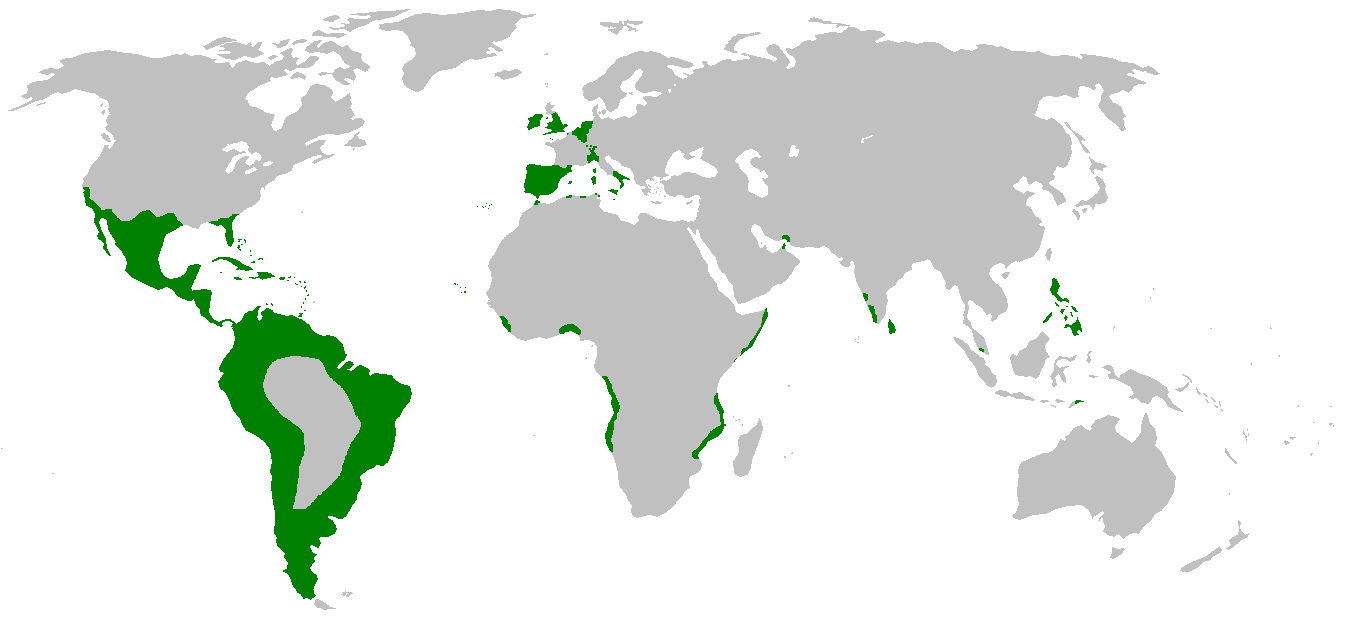
El Imperio español de los Habsburgo y sus dominios en 1597 según el libro.

El libro es una ucronía. La narración nos sitúa en el año 1597 según el calendario gregoriano, diez años después de la empresa de Inglaterra: la conquista de Inglaterra por parte de la Grande y Felicísima Armada enviada por Su Católica Majestad Felipe II, rey de España. Los españoles deponen a la protestante reina de Inglaterra, Isabel I, y la encarcelan en la Torre de Londres. Isabel Clara Eugenia, hija de Felipe II, y su esposo Alberto, reinan sobre los ingleses para mayor gloria de España y de la Iglesia de Roma.
Pero la salud de Su Católica Majestad empeora, y los españoles encargan al dramaturgo local William Shakespeare la composición de una obra de teatro sobre el rey Felipe que perdure en la memoria de los siglos. Sin embargo, a Shakespeare, bajo sospecha de servir a los rebeldes ingleses, le es asignado como vigilante el aspirante a escritor e infalible seductor, el teniente Lope de Vega. Mientras, los rebeldes ingleses tratan de convencer a Shakespeare para que cree una obra que convenza al pueblo inglés de sublevarse contra el invasor español.